# Impression textile

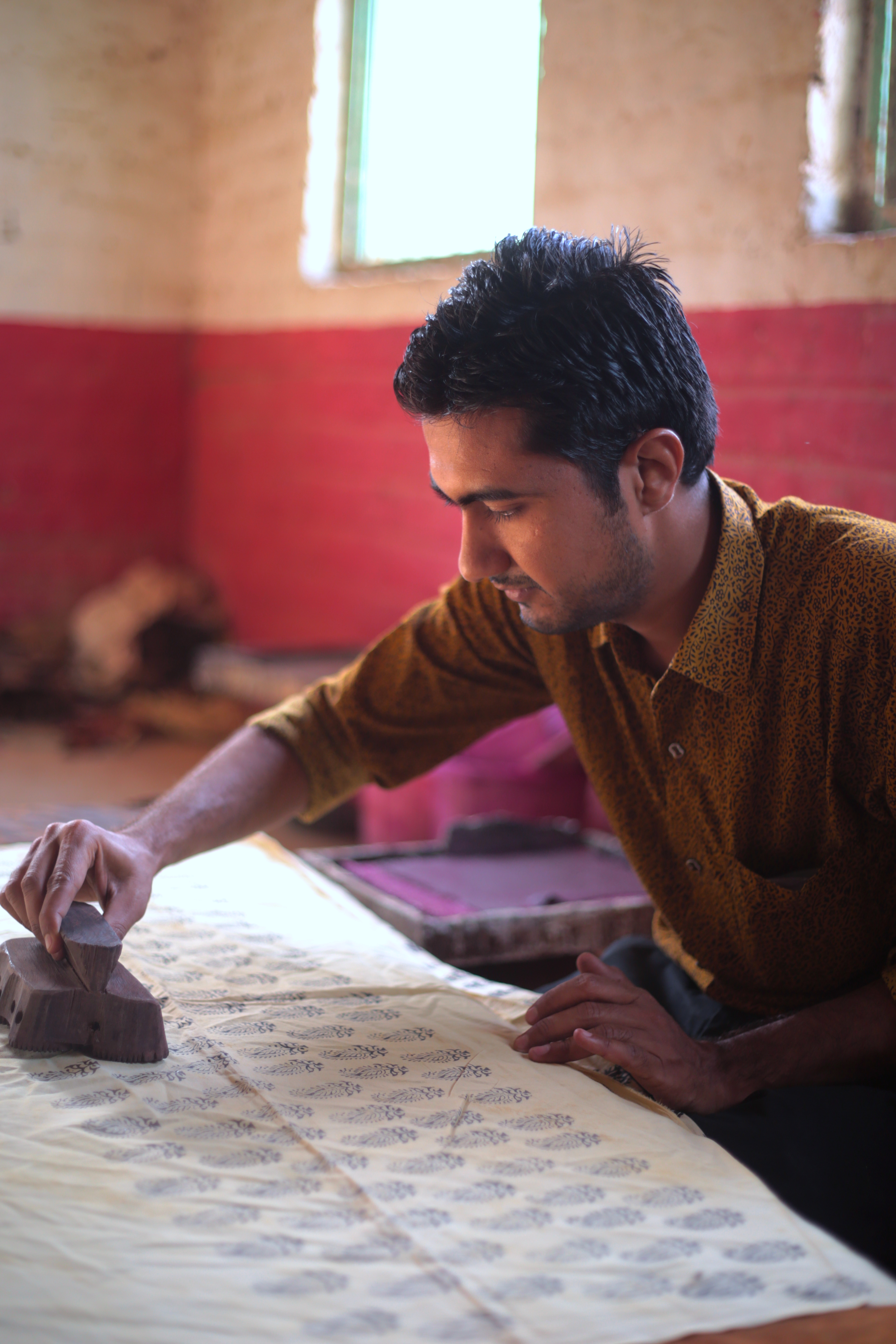
Impression manuelle au bloc de bois traditionnelle indienne des impressions de Bagh de Madhya Pradesh.

L’impression textile est le processus consistant à appliquer de la couleur sur un tissu selon des dessins ou des motifs. Dans les tissus correctement imprimés, la couleur est liée à la fibre, de manière à résister au lavage et au frottement. L'impression textile est liée à la teinture, mais pour bien teindre, le tissu entier est uniformément recouvert d'une couleur, alors qu'en impression, une ou plusieurs couleurs ne lui sont appliquées que dans certaines parties et selon des motifs bien définis.
En impression, des blocs de bois, des pochoirs, des plaques gravées, des rouleaux ou des sérigraphies peuvent être utilisés pour appliquer des couleurs sur le tissu. Les colorants utilisés en impression contiennent des colorants épaissis pour empêcher la couleur de se propager par attraction capillaire au-delà des limites du dessin ou du motif.
Historiquement, l’impression daterait du IIe millénaire av. J.-C. et serait originaire des Indes. Les avancées technologiques permettent aujourd'hui l'impression directe sur textile à partir d'un simple fichier numérique.

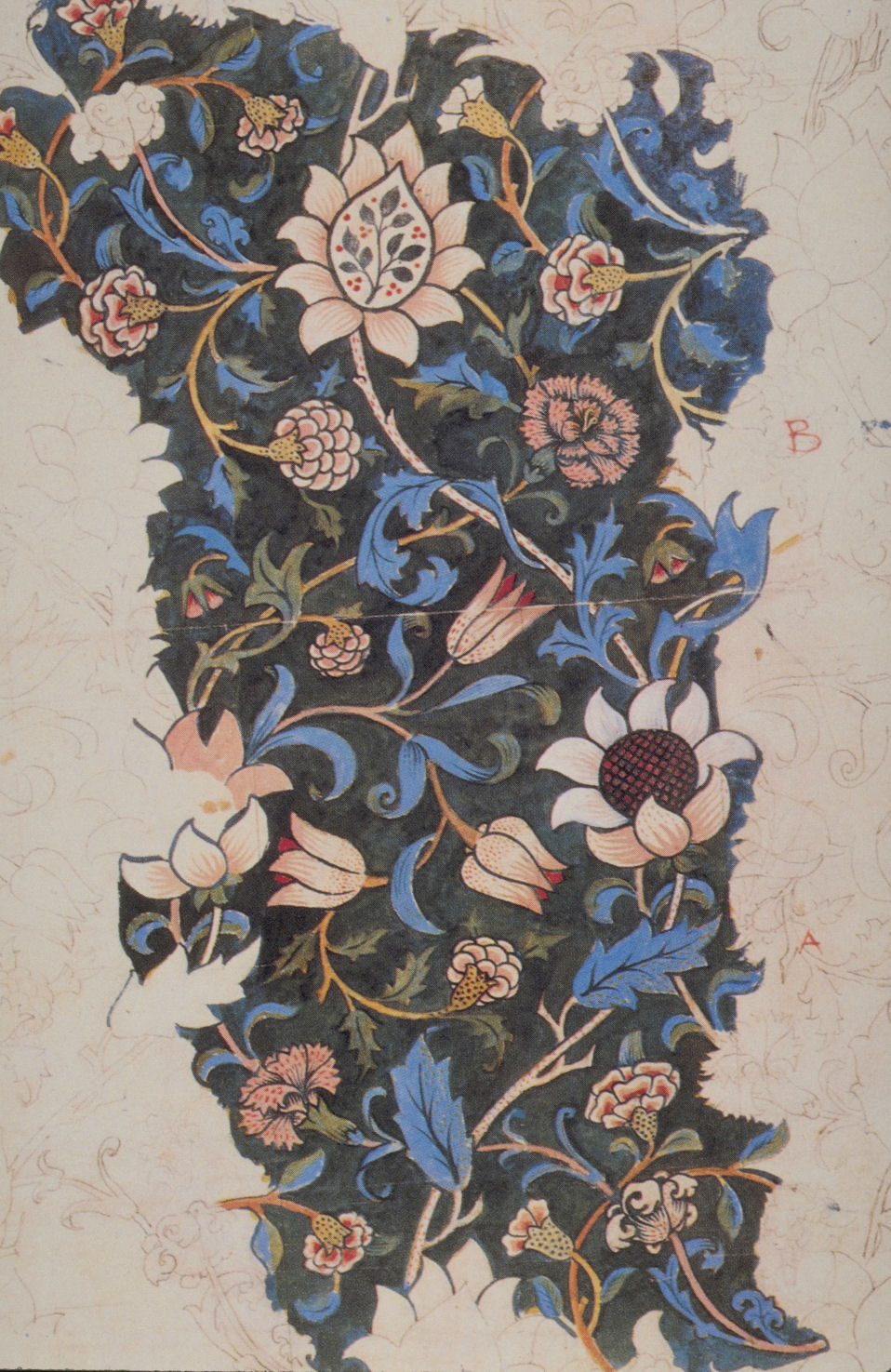
Evenlode de William Morris, 1883. Motif pour une impression au bloc de bois sur textile, montrant la complexité des blocs utilisés pour répéter les motifs.
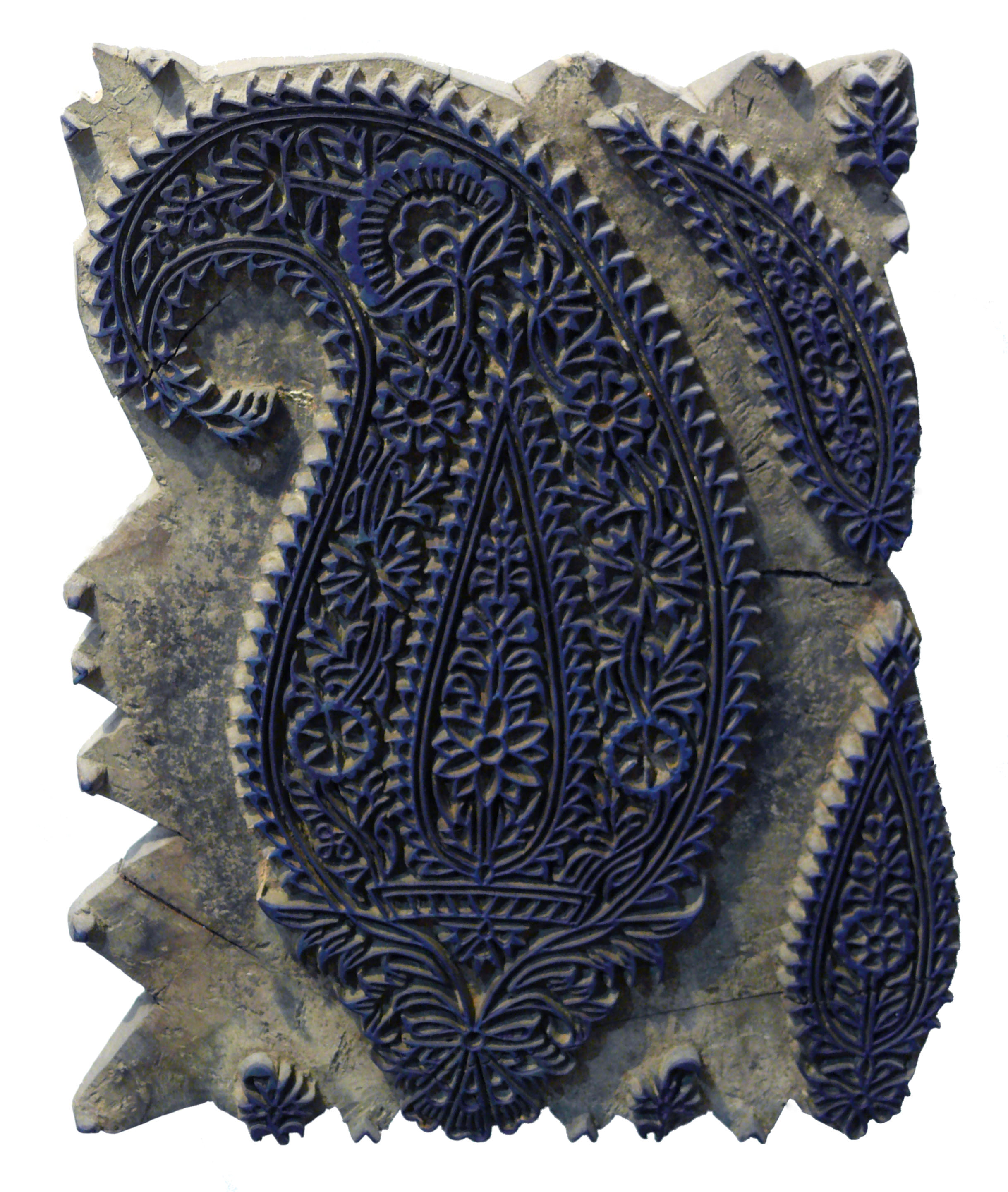
Matrice d'un bloc de bois manuel pour l'impression textile traditionnelle des paisleys, à Ispahan, en Iran.
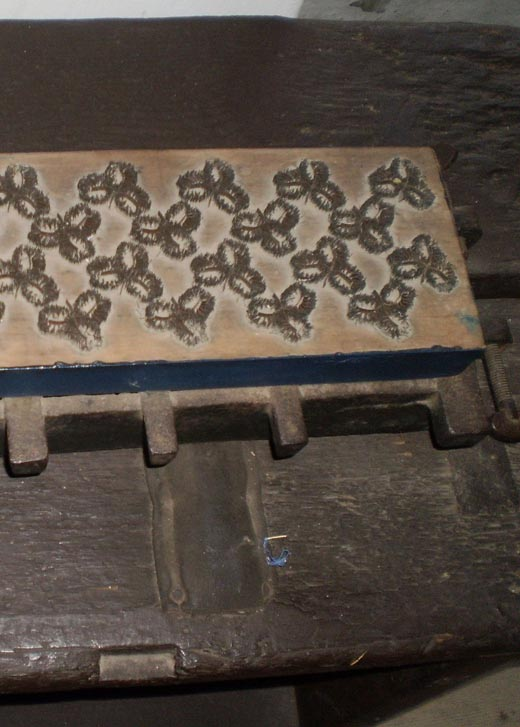
Matrice destinée à l'impression perrotine (en).

## Techniques

### Impression à la planche
Cette technique d'impression est très commune au XVIIIe siècle mais a débuté au XVIe siècle en France. Cette technique consiste à sculpter un motif en relief dans une planche en bois. Ce motif sera ensuite enduit de colorant puis appliqué sur l'étoffe.

### Impression par pochoir
Le pochoir est un procédé d'impression artisanal qui remonte à la préhistoire avec les hommes qui décoraient leurs cavernes en soufflant un pigment autour de leur main pour en laisser la marque. Cela consiste à utiliser un motif prédécoupé et appliquer des couleurs à la brosse, aux pinceaux ou même à la bombe de peinture.

### Impression au batik
Le batik est une technique très ancienne qui remonte au VIIe siècle. Elle consiste à cacher certaines parties du tissu avec de la cire afin que la teinture ne prenne pas à ces endroits pour ensuite obtenir un motif.

### Leflocage
Cette technique date du règne de Louis XIV en France. Elle consiste à déposer des poils très fins sur un tissu pour obtenir un motif à l'aspect et touché de velours. Avant d'appliquer les poils on "encolle" le tissu.

### Dévorage
Le dévorage est une technique dite d'impression textile qui permet de créer des transparences localisées sur un tissu. Ce procédé s'applique à un tissu composé de deux matières différentes. On applique la pâte dévorante sur le tissu qui va éliminer chimiquement l'une des deux fibres pour former un dessin ou un motif. Cela va donner un aspect transparent ou opaque à la partie "dévorée".

### Sérigraphie
La sérigraphie est une technique d’imprimerie qui utilise des pochoirs (ou cadre de sérigraphie) interposés entre l’encre et le support. Les supports utilisés peuvent être variés (papier, carton, textile, métal, verre, bois, etc.).

### Impression numérique
L'impression numérique directe sur textile est une technique récente datant de la fin du XXe siècle. Elle consiste en une impression directe sur le tissu par le biais d'un système jet d'encre à partir d'un fichier numérique. Elle permet un travail simplifié nécessitant peu de manipulation et aucun matériel spécifique en dehors de l'imprimante.

### Autres techniques
Il existe aussi l'impression aux cadres ou à la pâte pigmentaire.

## Expositions notables
- Dominique Cardon, « Teintures précieuses de la méditerranée », au musée des Beaux-Arts de Carcassonne, puis au Centre de Documentació i Museu Tèxtil (ca) de Terrassa en Espagne, en 2000[3].

### Bibliographie

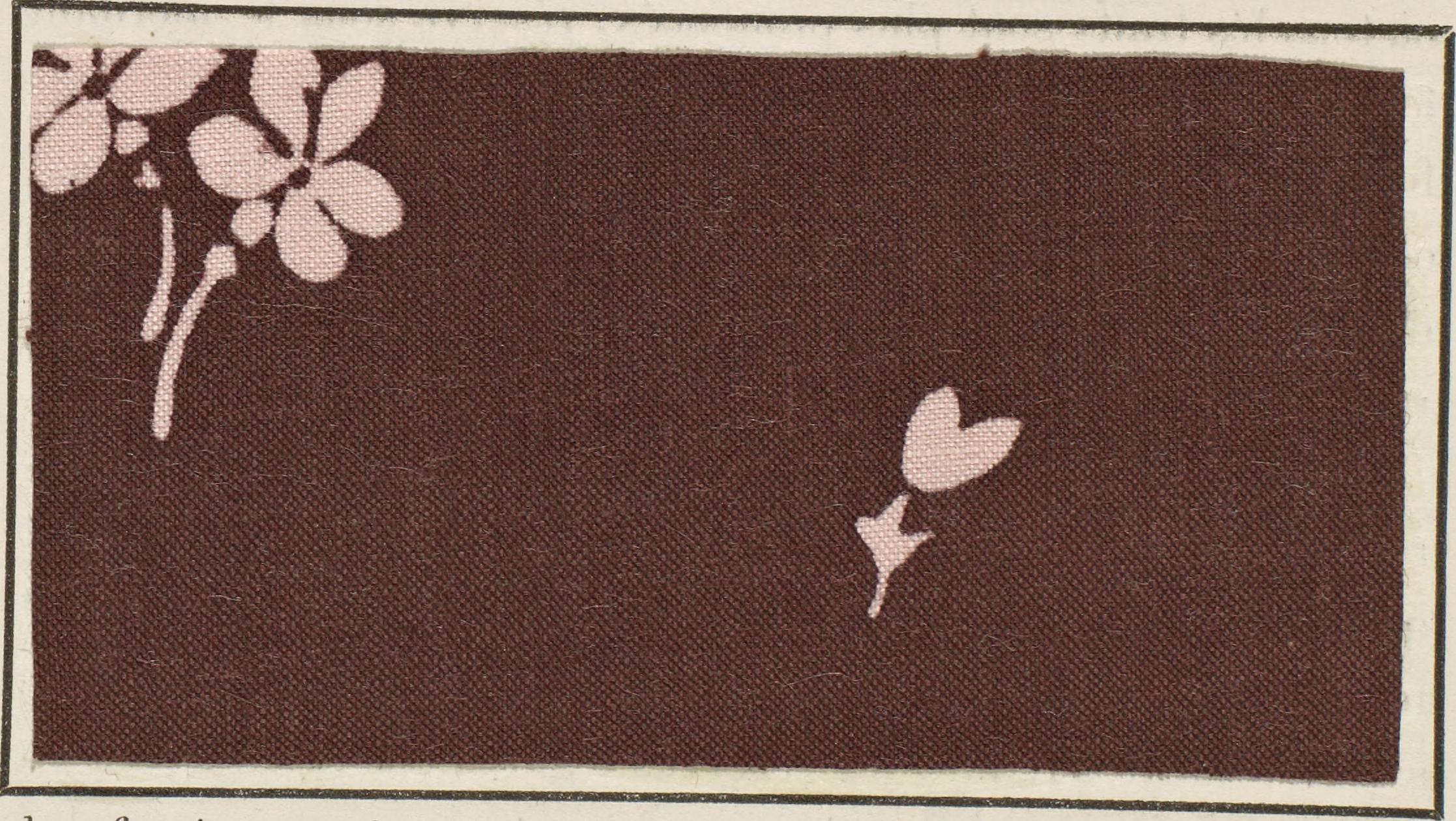
Étoffe étudiée dans Traité théorique et pratique de l'impression des tissus (1846 ; voir les autres sur Wikimedia Commons).